# Резолюция Совета Безопасности ООН 98
Резолюция Совета Безопасности ООН 98 — резолюция, принятая 23 декабря 1952 года, настоятельно призывает правительства Индии и Пакистана немедленно приступить к переговорам под руководством представителя Организации Объединенных Наций в Индии и Пакистане Френка П. Грема по урегулированию ситуации в штате Джамму и Кашмир и достичь соглашения по численности войск с обеих сторон линии прекращения огня, которые должны остаться к моменту демилитаризации. Как полагает представитель ООН их численность должна быть между 3000 — 6000 солдат с пакистанской стороны и 12000 — 18000 с индийской стороны. Также резолюция предлагает правительствам Индии и Пакистана представить доклад о принятых соглашениях Совету Безопасности ООН не позднее 30 дней со дня принятия этой резолюции.
Резолюция была принята 9 голосами. Советский Союз воздержался, Пакистан не принимал участия в голосовании.